# Miguel Granados Ruiz
Miguel Granados Ruiz (n. Almería, Andalucía, España) fue un político republicano español, militante del partido Izquierda Republicana.Llegó a ser alcalde de su ciudad natal en 1931, Almería, durante la Segunda República Española. Como alcalde fue vocal nato del Monte de Piedad y Caja de Ahorros de Almería.

## Biografía
Miguel Granados nació en Almería, ejerciendo profesionalmente como agente comercial. Estuvo afiliado al Partido Republicano Radical Socialista (PRRS) y luego en Izquierda Republicana (IR). Fue el primer alcalde de Almería de la Segunda República Española, en 1931, y diputado por la provincia de Almería en las cortes constituyentes tras las elecciones generales del 26 de junio del mismo año. Volvió al Ayuntamiento de Almería como concejal en 1934. Es nombrado gobernador Civil de Badajoz en febrero de 1936, donde se sitúa al inicio de la Guerra Civil Española. El 12 de agosto se exilia a Portugal ante el avance de las tropas sublevadas. Después marcharía al exilio en México. Fue miembro de las logias "Progreso" y "Actividad".
| Predecesor: Francisco López Gómez | Alcalde de Almería 1931 – 1931 | Sucesor: Uldarico del Olmo Medina |